# Miloš Koljenšić
Miloš Koljenšić (Montenegro, 3 de agosto de 1979) es un árbitro de baloncesto montenegrino. Actúa en el panel de EuroLeague Basketball —Euroliga y EuroCup— y ha sido designado para las post-temporadas de 2024 y 2025. En su país pertenece al comité del Košarkaški savez Crne Gore y arbitra también en la ABA Liga.

## Trayectoria
Formado en el arbitraje montenegrino, Koljenšić dio el salto a competiciones europeas de clubes con la EuroCup en la temporada 2013–14 (ej.: Khimik Yuzhne–Radnički Kragujevac, 08/01/2014) y debutó en la Euroliga en 2014–15 (Neptūnas–Galatasaray). Desde entonces figura regularmente en el panel de Euroleague Basketball y en designaciones de la ABA Liga.

## Euroliga y EuroCup
- Euroliga: 2014–presente. Incluido en el listado oficial y seleccionado para los Playoffs 2024 y 2025.[3][10][11]
- EuroCup: 2013–presente. Partidos regulares desde 2013–14.[12]

Partidos destacados
- Euroliga RS 2024–25 (J27): Real Madrid – Barcelona (27/02/2025). Árbitros: Ilija Belosevic, Borys Ryzhyk, Miloš Koljenšić. Asistencia: 12.130.[13][14]
- Euroliga RS 2024–25 (J20): Monaco – Barcelona (09/01/2025). Árbitros: Ilija Belosevic, Miloš Koljenšić, Luka Kardum. Asistencia: 4.086.[15]
- Euroliga RS 2017–18: Žalgiris Kaunas – Maccabi FOX Tel Aviv (01/02/2018). Árbitros: Daniel Hierrezuelo, Miloš Koljenšić, Aare Halliko. Asistencia: 14.844.[16]

## FIBA
Árbitro con licencia FIBA, ha participado en torneos de selecciones y formación; por ejemplo, el Europeo U18 femenino División B 2025 en Alytus (Lituania).